# 1748
1748 (хиляда седемстотин четиридесет и осма) година (MDCCXLVIII) е:
- високосна година, започваща в петък по юлианския календар;
- високосна година, започваща в понеделник по григорианския календар (с 11 дни напред за 18 век).

Тя е 1748-ата година от новата ера и след Христа, 748-ата от 2-ро хилядолетие и 48-ата от 18 век.

## Родени
- 12 април – Антоан-Лоран дьо Жусийо, френски ботаник († 1836 г.)
- 8 август – Йохан Фридрих Гмелин, германски учен († 1804 г.)
- 30 август – Жак-Луи Давид, френски художник († 1825 г.)

## Починали
- 1 януари – Йохан Бернули, швейцарски математик (* 1667 г.)